# Міністерство майбутнього
«Міністерство майбутнього» (англ. The Ministry for the Future) — роман в жанрі кліматичної фантастики («cli-fi») американського письменника-фантаста Кіма Стенлі Робінсона, опублікований у 2020 році. Дія роману розгортається в недалекому майбутньому та розповідає про допоміжний орган, створений відповідно до Паризької угоди, місія якого полягає в тому, щоб діяти як адвокат майбутніх поколінь громадян світу, наче їхні права були такими ж дійсними, як і права нинішнього покоління. Незважаючи на те, що вони здійснюють різноманітні амбітні проєкти, наслідки зміни клімату вважаються найбільш значущими. Основний сюжет роману зосереджений на Мері Мерфі, голові титулованого Міністерства майбутнього, та Френку Мей, американського гуманітарного працівника, який отримав посттравматичний стресовий розлад від смертельної спеки в Індії. Багато розділів присвячено розповідям інших (переважно анонімних) персонажів про майбутні події, а також їхнім уявленням про екологію, економіку та інші теми.
Завдяки наголосу на науковій точності та нехудожніх описах історії та соціальних наук роман класифікується як жорстка наукова фантастика. Він також є частиною зростаючого масиву кліматичної фантастики. Робінсон раніше написав інші романи на тему клімату, такі як «2312» і «Нью-Йорк 2140». «Міністерство майбутнього» також містить елементи утопічної фантастики, оскільки воно зображує суспільство, яке вирішує проблему, та елементи фантастики жахів, оскільки героям загрожують кліматичні зміни.

## Фон
На момент публікації роману американському письменнику-фантасту Кіму Стенлі Робінсону було 68 років і він жив у Дейвісі, Каліфорнія. Раніше він написав 20 романів і отримав премію Роберта Гайнлайна та премію Артура Кларка за уяву на службі суспільству за свою роботу. До «Міністерства майбутнього» його останнім романом був «Червоний місяць», опублікований двома роками раніше. З «Міністерством майбутнього» Робінсон прагнув повернутися до жанру кліматичної фантастики, про який він раніше писав у «2312», «Нью-Йорк 2140» і серії «Наука в столиці» («Сорок ознак дощу», «П'ятдесят градусів нижче», «Шістдесят днів і відлік»). Якщо його попередня кліматична фантастика підходила до теми з точки зору наслідків, то в новому романі він прагнув писати з найближчим майбутнім як відправною точкою і з існуючими реальними технологіями, економікою та суспільствами, а потім просунути оповідь далі в майбутнє. Цей підхід відображено в присвяті книги Фредріку Джеймсону, науковому керівнику Робінсона, який писав, що «Легше уявити кінець світу, ніж кінець капіталізму». У той час як багато науково-фантастичних і кліматичних історій ілюструють майбутні суспільства як кінцеві продукти майбутньої історії, Робінсон прагнув написати про той перехідний час у майбутнє, коли наслідки зміни клімату будуть пом'якшені, а голоценове вимирання зупинено.

## Сюжет
У книжці йдеться про міжнародну організацію під назвою «Міністерство майбутнього», яка покликана виступати захисником майбутніх поколінь громадян світу, так, ніби їхні права є такими ж дійсними, як і права нинішнього покоління. Починаючи з 2025 року, організацію, створену як допоміжний орган Паризької угоди і розташовану в Цюріху, очолює головна героїня Мері Мерфі, колишня міністерка закордонних справ Ірландії, а також композитний персонаж, створений на основі дипломатів Мері Робінсон, Крістіани Фігерес і Лоуренса Тубіани. Зміна клімату постає як загроза, що ставить під загрозу безпеку та процвітання майбутнього. Хоча оповідь включає розділи з нехудожньої історії та описи подій з точки зору інших персонажів та об'єктів, сюжет слідує за Мерфі, яка намагається переконати центральні банки у загрозах для валютної та ринкової стабільності, що виникають через наслідки зміни клімату. Зокрема, йдеться про скоординований глобальний раунд нетрадиційного кількісного пом'якшення через випуск додаткової валюти, так званої вуглецевої монети, яка буде випускатися пропорційно до маси вуглецю, що буде зменшена. Монетарна концепція під назвою «вуглецеве кількісне пом'якшення» ґрунтується на конкретній реальній політичній пропозиції під назвою «Глобальна вуглецева винагорода» та науковій роботі, яка в цій книзі називається «Документ Чена». В Антарктиді різні країни співпрацюють у геоінженерному проєкті з буріння до підніжжя льодовиків і відкачування талої води, щоб сповільнити зсув льодовиків, в той час як програма стимулює багато інших одночасних зусиль, таких як вуглецеве землеробство, вітрильні контейнерні судна для перевезення вантажів і дирижаблі для особистого транспорту.

## Стиль і жанр
Роман складається зі 106 коротких розділів. Розділи здебільшого чергуються між двома героями: Мері, яка очолює Міністерство, і Френком, який намагається впоратися зі своїм посттравматичним стресовим розладом, викликаним переживанням надзвичайної спеки. Однак численні розділи представлені з точки зору інших персонажів або безіменних оповідачів. Стиль також змінюється від розділу до розділу, від розповіді двох героїв від третьої особи до презентації інших від першої особи, включаючи об'єктні розповіді про фотон і атом вуглецю. Різноманітні розділи також мають форму записів зустрічей, енциклопедичних статей, віршів у прозі, семінару Сократа та пояснювальних есе, серед інших стилів письма. Описуючи цю презентацію, Робінсон заявив, що стандартна структура роману не підходить для теми та історії, які він хотів написати. Він прагнув писати з «міжнародним розмахом», з героями, які пояснюють, як і чому інституції та системи працюють так, як вони працюють, і як вони можуть змінитися. Його редактор у видавництві Orbit Books, Тім Голман, заохочував Робінсона спробувати альтернативний підхід, який призвів до різних способів написання, переважно неназваних персонажів, які надавали розповіді очевидців, але також могли мати форму есе, драми, діалогів, радіоінтерв'ю, загадок тощо. Робінсон, в інтерв'ю з Емі Брейді, головним редактором Chicago Review of Books, описав його підхід як гетероглосія або багатоголосний, у якому форма слідує за функцією.
Дж. Р. Бургманн, Australian Book Review
З огляду на зміну клімату та голоценове вимирання, що вимальовується на задньому плані, а персонажі намагаються його зупинити або стають його жертвами, рецензент у Pittsburgh Post-Gazette описав цю розповідь як «стару добру історію про чудовиська». Він починається з підбурювального інциденту та розповідає про персонажів, які взаємодіють із привілейованими групами, які не бажають змінити свої звички, щоб звернутись до монстра. Цей тип метафоричного монстра — у цьому випадку кліматичні зміни — порівнювали з «Бабадуком» (горе), «Дитиною Розмарі» (материнство), «Пастка» (расизм) і «Франкенштайном» (людяність).
Роман належить до жанрів жорсткої наукової фантастики, кліматичної літератури та утопічної фантастики. Будучи суворою науковою фантастикою, роман підкреслює наукову точність із зображенням технологій і клімату. Дослідження та екстраполяція впливу людини на клімат у світі зробили його частиною зростаючої кількості кліматичної фантастики, тоді як численні рецензенти класифікували її як утопічну фантастику, оскільки вона зображує суспільство, яке змінюється у спосіб усунення своїх недоліків. Однак автор документальної літератури про навколишнє середовище Білл МакКіббен у The New York Review of Books написав, що вона «не утопічна, вона антиутопічна, реалістична до суті». Підхід роману порівнювали з романом Едварда Белламі «Погляд назад, 2000—1887» як історію майбутнього, яка долає розрив між сучасністю та майбутньою утопією.

## Видання та прийом

### Видання
Книгу опублікувала Orbit Books, спекулятивна художня література Hachette Book Group. 6 жовтня 2020 року вона була випущена у твердій обкладинці та в електронній формі, а в жовтні 2021 року — у м'якій обкладинці. Версія аудіокниги, озвучена акторським складом, який включає Дженніфер Фіцджеральд і Фаджер Аль-Каїсі, була видана Hachette Audio imprint і отримала нагороду Earphones Award від AudioFile за презентацію аудіокниги. Обкладинка, розроблена Лорен Панепінто з фотографіями Trevillion Images, була оприлюднена на веб-сайті Newsweek 7 квітня 2020 року, і Робінсон описав її як «…навіює щось на зразок відчуття світла в кінці тунелю — можливість потрапити в нове відкрите поле можливостей».
Письменник Джонатан Летем назвав «Міністерство майбутнього» «найкращим науково-фантастичним романом, який я коли-небудь читав». Колишній президент Барак Обама назвав її однією зі своїх улюблених книг 2020 року.
Французький переклад роману, опублікований як «Le Ministère du futur» (Bragelonne, 2023), отримав нагороду за іноземний роман від Grand Prix de l'Imaginaire у 2024 році.

### Критика
На Book Marks від семи критиків: чотири «рейв», два «позитивні» та один «змішаний».
Рецензенти переважно коментували актуальність роману щодо подій року, таких як сезон атлантичних ураганів 2020 (найактивніший сезон на сьогодні), мегапожежі в Австралії та на заході Сполучених Штатів і глобальна пандемія, а рецензент Марк Йон резюмував, що в цьому контексті ця книга є «романом, який нам потрібен». Рецензенти також прокоментували ретельне та добре озвучене дослідження книги. Перший розділ, який описує хвилю спеки, яка досягає смертельної температури за вологим термометром, контрапункт Робінсона до людей, які виступають за адаптацію, був описаний рецензентами як неприємний і один із найприголомшливіших і найжахливіших творів Робінсона. Однак рецензенти Kirkus Reviews і The Nerd Daily виявили, що «викидання інформації» у книзі вплинуло на розвиток персонажа та наративну мотивацію. У рецензії в новозеландській онлайн-газеті The Spinoff говориться: «У цій книзі багато речей, але вона ніколи не буває нудною… допускає дикі тональні зміни… невблаганна, тиха, надзвичайно захоплююча історія нашого найближчого майбутнього». На думку Френсіса Фукуями, роман є «абсурдно нереалістичним», а «Робінсон на кожному кроці передбачає найоптимістичніші можливі політичні події».

## Нагороди та відзнаки
| рік      | Нагорода                                                            | Результат | Ref.          |
| -------- | ------------------------------------------------------------------- | --------- | ------------- |
| 2021 рік | Премія Британської асоціації наукової фантастики за найкращий роман | Номінація | [ 29 ] [ 30 ] |
| 2021 рік | Премія «Дракон» (найкращий науково-фантастичний роман)              | Номінація | [ 29 ]        |
| 2021 рік | Премія «Локус» (найкращий науково-фантастичний роман)               | Номінація | [ 29 ]        |
| 2021 рік | Премія «Кітчі» (найкращий роман «Червоне щупальце»)                 | Номінація | [ 29 ]        |